# کوچلا (جشنواره)
جشنواره موسیقی و هنر دره کواچلا (انگلیسی: Coachella Valley Music and Arts Festival) یا به اختصار جشنواره کواچلا یا کواچلا یک جشنوارهٔ موسیقی و هنر است که سالانه در امپایر پولو کلاب در ایندیو، کالیفرنیا که در درهٔ کواچلا در صحرای کلرادو واقع است، برگزار می‌گردد. این جشنواره سبک‌های مختلفی از موسیقی را در بر می‌گیرد، مانند راک، مستقل، هیپ‌هاپ، و رقص الکترونیکی.